# Rów Wolica
Rów Wolica (inna nazwa: Kanał Wolicki) – rów wodny w Warszawie, w dzielnicy Wilanów.

## Położenie i charakterystyka
Rów znajduje się na terenie dzielnicy Wilanów, jest prawobrzeżnym dopływem Potoku Służewieckiego. Według państwowego rejestru nazw geograficznych początek rowu położony jest w rejonie ul. Orszady, a ujście do Potoku Służewieckiego niedaleko ul. Arbuzowej. Ciek biegnie wzdłuż ulic Rzodkiewki i Pamiętnej.
Długość rowu wynosi 2,315 km. Całkowita powierzchnia zlewni cieku wynosi 6,23 km². Szerokość dna to 1 m, korony 6–10 m, a średnia głębokość wynosi 2 m. Rów wyłożony jest betonowymi płytami. Zasilany jest wodami opadowymi z kolektorów biegnących wzdłuż ursynowskich ulic: Płaskowickiej i Ciszewskiego.
Część biegu rowu położona jest na terenie otuliny rezerwatu przyrody Skarpa Ursynowska. W całości znajduje się na terenie Warszawskiego Obszaru Chronionego Krajobrazu.